# Оскар Лессер
Оскар Лессер (1830–1887) — німецький астроном, який спільно з Вільгельмом Юлієм Ферстером відкрив астероїд 62 Ерато 14 вересня 1860 року в Берліні. Це було перше спільне відкриття на запис.
| науковець | Це незавершена стаття про науковця. Ви можете допомогти проєкту, виправивши або дописавши її. |